# SDSS J155720.77+091624.6
SDSS J155720.77+091624.6 (informellement abrégé en SDSS 1557) est un système binaire constitué d'une naine blanche et d'une naine brune entourées par un disque de débris. Il est situé dans la direction de la constellation du Serpent.